# Rutu Modan
Rutu Modan (hebrajski: רותו מודן) (ur. 1966) – izraelska ilustratorka i autorka komiksów. Siostra aktorki i pisarki Dany Modan. Jej najsłynniejsza dotąd praca, Rany wylotowe (2007), została wydana w 2010 roku po polsku przez wydawnictwo Kultura Gniewu.

## Życiorys
Modan urodziła się w Tel Hashomer, w Izraelu w rodzinie lekarzy. Jej ojciec był onkologiem, matka zaś epidemiologiem. Rutu dorastała w mieszkaniu w Sheba Medical Center. Gdy miała dziesięć lat, rodzina przeprowadziła się do Tel Avivu.
Ukończyła z wyróżnieniem Bezalel Academy of Art and Design w Jerozolimie. Po studiach była między innymi redaktorem izraelskiego wydania magazynu MAD wraz z Yirmi Pinkus. Wspólnie, w 1995, założyli grupę Actus Tragicus zajmującą się tworzeniem komiksów. 

## Publikacje
- 2000 - Tata ucieka z cyrkiem, ilustracje do tekstu Etgara Kereta, wydanie polskie 2011[1]
- 2002 - The Homecoming
- 2007 - Rany wylotowe (Exit Wounds), Drawn and Quarterly, wydanie polskie 2010, Kultura Gniewu
- 2007 - Your Number One Fan
- 2007 - Jamilti and Other Stories
- 2008 - The Murder of the Terminal Patient
- 2008 - Mixed Emotions
- 2012 - Zaduszki (The Property), wydanie polskie 2013, Kultura Gniewu

## Nagrody
- Nagroda specjalna jury na 41. Międzynarodowym Festiwalu Komiksu w Angoulême (2014) za Zaduszki
- Nagroda Eisnera dla najlepszej powieści graficznej (2008) za Rany wylotowe
- Best Illustrated Children's Book z Departamentu Młodzieży Israel Museum w Jerozolimie (1998)
- Wyróżnienie dla "niezwykłego twórcy" na Israel Cultural Excellence Foundation (2005)
- Young Artist of the Year (1997)